# أبو عبادة بن عثمان
أبو عبادة سعد بن عثمان بن خلدة بن عامر الخزرجي الأنصاري صحابي جليل من قبيلة الخزرج من الأنصار شهد مع النبي محمد ﷺ غزوة بدر وغزوة أحد.